# Volume Two (album)
Volume Two – drugi studyjny album grupy Soft Machine nagrany w lutym i marcu 1969 r. i wydany w kwietniu tego samego roku.

## Historia i charakter albumu
Praktycznie po skończeniu drugiego amerykańskiego tournée, które trwało od 5 czerwca do 14 września, zespół się rozpadł. Ayers sprzedał swoją gitarę basową Mitchowi Mitchellowi, wziął zaliczkę za prawa autorskie i poleciał na Ibizę. Ratledge powrócił do Londynu, a Wyatt pozostał najpierw w Kalifornii, a potem w Nowym Jorku. W USA nagrywał, wziął udział w kilku sesjach z Jimim Hendriksem, a także grał jako perkusista z różnymi zespołami.
Firma Probe nie miała pojęcia o rozpadzie zespołu i mimo tego, że album The Soft Machine jeszcze się nie ukazał, zwróciła się do Wyatta z propozycją nowej tury koncertowej. Wyatt zatelefonował do Ratledge’a, z pytaniem o kontynuację gry w zespole – po chwili wahania Ratledge wyraził zgodę. Wszelkie próby nawiązania kontaktu z Kevinem Ayersem zawiodły. Do zespołu zaproszono więc Hugh Hoppera, który do tej pory zajmował się trasami koncertowymi Soft Machine.
Okazało się także, że zespół podpisał kontrakt z Probe na nagranie dwóch albumów, więc i tak zostaliby zmuszeni do zrealizowania umowy. 28 grudnia 1968 r. w klubie "Roundhouse" w Londynie wystąpili "Zoot" Money – instrumenty klawiszowe, wokal; Andy Summers – gitara; Hugh Hopper – gitara basowa; Robert Wyatt – perkusja. 18 lutego nowe trio Soft Machine wystąpiło w Royal Albert Hall z 24-minutowym programem.
W lutym trio weszło do studia Olimpic Sound w Londynie, aby nagrać drugi album i zrealizować kontrakt. Przyszłość Soft Machine dalej była niepewna. Ratledge wspomina Musieliśmy zrealizować nasz nagraniowy kontrakt, więc musieliśmy znów się zebrać. Nie przewidywaliśmy pozostawania dłużej zespołem.
Mimo tego, że nagrywanie albumu trwało kilka tygodni, to faktyczny czas, który zespół spędził w studiu, ze względów finansowych był bardzo krótki. Nie udało się np. nagrać wszystkich zaaranżowanych partii instrumentów dętych i ograniczono się tylko do krótkich wstawek wykonywanych głównie przez starszego brata Hugh – Briana.
Cały album został napisany, skomponowany, zagrany i wyprodukowany przez Wyatta, Ratledge’a i Hugh Hoppera, z wyjątkiem niektórych partii saksofonowych wykonywanych przez Briana Hoppera.

## Analiza albumu
Pierwsza część albumu składa się z suity Rivmic Melodies. Już tytuły dwu pierwszych kompozycji informują, że to nie będzie ortodoksyjna płyta. "Patafizyka" przypomina zapowiedź zespołu podczas występów we Francji w 1967 r., kiedy Wyatt zaanonsował Soft Machine jako oficjalną orkiestrę college’u Patafizyki. W drugim utworze Wyatt śpiewa po prostu angielski alfabet; potem powtórzy to tylko wspak. Zgrzytliwy bas Hoppera wprowadza słuchacza do jednej z najlepszych kompozycji Ratledge’a "Hibou, Anemone nad Bear" utrzymanej w ciekawym rytmie 13/8. "Hulloder" ("hello there") jest utworem poświęconym rasizmowi w USA, ale w typowy dla Wyatta przewrotny sposób. "Dada Was Here" jest śpiewany po hiszpańsku, którego Wyatt uczył się w szkole. "Thank You Pierrot Lunaire" jest oczywistym nawiązaniem do dzieła Arnolda Schönberga z 1912 r. "Have You Ever Been Green?" jest przeróbką dawnego utworu The Wilde Flowers "Have You Ever Been Blue?". Piosenka, znów dość przewrotnie, traktuje o wspólnej z Jimi Hendrix Experience trasie koncertowej po USA. Po krótkim ale intensywnym fragmencie "These Follish Things" granym przez Briana na saksofonie tenorowym i Hugh na saksofonie altowym następuje druga część "Patafizyki", w której – między innymi – Wyatt dziękuje Brianowi Hopperowi za pomoc w nagraniu albumu. Suitę kończy całkowicie improwizowana i chaotyczna koda prawidłowo zatytułowana "Out of Tune" ("Nienastrojona"), którą muzycy zagrali z zatyczkami w uszach.
Druga strona albumu zawiera suitę Esther's Nose Job, która była najczęściej granym przez grupę utworem w czasie koncertów. Mimo że na okładce składa się ona z siedmiu części, to dwie pierwsze kompozycje "As Long as He Lies Perfectly Still" i "Dedicated to You But You Weren't Listening" do niej nie należą. Pierwszy utwór jest grany w rytmie 7/4 i jest poświęcony Kevinowi Aylerowi (znów nieco przewrotnie). Drugi utwór był pierwotnie kompozycją z 1967 r. Hoppera na gitarę. Jednak dla potrzeb albumu dorobił do niej słowa. Jest to także najbardziej konwencjonalna piosenka płyty.
Esther's Nose Job to tytuł pożyczony z czwartego rozdziału powieści Thomasa Pynchona "V", zatytułowanego "In Which Esther Gets a Nose Job". Suita zaczyna się od chaotycznej improwizacji odpowiednio zatytułowanej "Fire Engine Passing with Bells Clanging". Kolejny utwór "Pig" jest grany w rytmach na 3/8 i 6/4. Piosenka wychwala zalety bielizny damskiej, ale w konkluzji Wyatt stwierdza, że nagość jest wciąż lepsza. Piosenka ta przechodzi w instrumentalny utwór "Orange Skin Food" z saksofonową partią Briana Hoppera, który to utwór jest przejściem do rytmicznej kompozycji "A Door Opens and Closes" powtarzający początkowe frazy "Pig". Wyatt wykonuje partię wokalną skatem. Suita kończy się kompozycją Hoppera "10.30 Return to the Bedroom", która oparta jest na 4-nutowym głównym temacie. W tym utworze Wyatt wykonuje perkusyjne solo, które prowadzi do jego partii wokalnej wykonywanej skatem unisono z organami Ratledge’a. Koda utworu jest chaotyczna.
W porównaniu z pierwszym albumem, Volume Two prezentuje jeszcze bardzie unikalne brzmienia i większą różnorodność stylistyczną. Zauważalne jest także niszczenie lub przerywanie tworzącego się stałego tematu; grupa nie dopuszcza do utrwalenia się jakiegoś stałego muzycznego wzoru.

## Muzycy
- Robert Wyatt – perkusja (oprócz 12), śpiew (oprócz 13, 16)
- Mike Ratledge – organy (3, 7, 11, 13), pianino (oprócz 12, 13, 15, 16), flet (3, 10), klawesyn (12)
- Hugh Hopper – gitara basowa (oprócz 12), gitara akustyczna (12), saksofon altowy (3, 14, 15, 16)

Dodatkowi muzycy
- Brian Hopper – saksofony: sopranowy (15, 16) i tenorowy (3, 9, 10, 14, 15, 16)

## Spis utworów
Strona pierwsza 1-10
Strona druga 11-17
- Rivmic Melodies

| 1.  | Pataphysical Introduction – Pt I (Wyatt)                  | 1:00  |
|     |                                                           |       |
| 2.  | A Concise British Alphabet – Pt I (H. Hopper, ar. Wyatt)  | 0:09  |
|     |                                                           |       |
| 3.  | Hibou, Anemone and Bear (Ratledge/Wyatt)                  | 5:59  |
|     |                                                           |       |
| 4.  | A Concise British Alphabet – Pt II (H. Hopper, ar. Wyatt) | 0:12  |
|     |                                                           |       |
| 5.  | Hulloder (H. Hopper, ar. Wyatt)                           | 0:54  |
|     |                                                           |       |
| 6.  | Dada Was Here (H. Hopper, ar. Wyatt)                      | 3:25  |
|     |                                                           |       |
| 7.  | Thank You Pierrot Lunaire (H. Hopper, ar. Wyatt)          | 0:48  |
|     |                                                           |       |
| 8.  | Have You Ever Been Green? (H. Hopper, ar. Wyatt)          | 1:19  |
|     |                                                           |       |
| 9.  | Pataphysical Introduction – Pt II (Wyatt)                 | 0:51  |
|     |                                                           |       |
| 10. | Out of Tunes (Ratledge/Hopper/Wyatt)                      | 2:34  |
|     |                                                           |       |
|     |                                                           | 17:11 |
|     |                                                           |       |
- Esther's Nose Job

| 11. | As Long as He Lies Perfectly Still (Ratledge/Wyatt)    | 2:34  |
|     |                                                        |       |
| 12. | Dedicated to You But You Weren't Listening (H. Hopper) | 2:32  |
|     |                                                        |       |
| 13. | Fire Engine Passing with Bells Clanging (Ratledge)     | 1:51  |
|     |                                                        |       |
| 14. | Pig (Ratledge)                                         | 2:09  |
|     |                                                        |       |
| 15. | Orange Skin Food (Ratledge)                            | 1:47  |
|     |                                                        |       |
| 16. | A Door Opens and Closes (Ratledge)                     | 1:09  |
|     |                                                        |       |
| 17. | 10.30 Returns to the Bedroom (Ratledge/Hopper/Wyatt)   | 4:13  |
|     |                                                        |       |
|     |                                                        | 16:15 |
|     |                                                        |       |
- Uwaga: czasy z komputera

## Opis płyty
- Produkcja – Soft Machine
- Producent wykonawczy – Mike Jeffrey
- Inżynier dźwięku – George Chkiantz
- Data nagrania – luty, marzec 1969
- Studio – Olmipic Sound, Londyn
- Czas trwania – 33:26
- Projekt okładki itd. – Byron Goto, Henry Epstein
- Firma nagraniowa – Probe (filia ABC Records)
- Numer katalogowy:
  - USA LP – Probe CPLP 4505S
  - WB LP – SPB 1002 WB
- Data wydania – kwiecień 1969
- ©MCA Records

Inne wydania
- WB LP – Big Beat WIKA 58 (1986); CD – One Way Records 22065 (1993)
- USA CD – Beat Goes On BGO 180 (1993)